# فتح‌الله
فتح‌الله نامی مردانه با ریشه عربی است که می‌تواند به افراد زیر اشاره داشته‌باشد:

## نام کوچک
- فتح‌الله امید نجف‌آبادی، روحانی، سیاست‌مدار ایرانی
- فتح‌الله خان اکبر، نخست‌وزیر ایران در دوران مشروطه
- فتح‌الله بنی‌صدر، حقوق‌دان و فعال سیاسی ایرانی
- فتح‌الله مین‌باشیان، از فرماندهان نیروی زمینی شاهنشاهی ایران
- فتح‌الله بی‌نیاز، نویسنده و منتقد ادبی ایرانی
- فتح‌الله گولن، نویسنده و تدریس‌کننده علوم اخلاقی و الهیات اهل ترکیه
- فتح‌الله مجتبایی، نویسنده و مترجم ایرانی
- فتح‌الله حسینی، سیاستمدار ایرانی
- فتح‌الله توفیقی، اولین شهردار زنجان
- فتح‌الله معین، سیاستمدار ایرانی
- فتح‌الله حقیقی، سیاستمدار ایرانی
- فتح‌الله منوچهری، بازیگر و کارگردان سینما، فعال سیاسی سلطنت‌طلب ایرانی
- فتح‌الله خان شیبانی، نویسنده و شاعر سبک خراسانی و عراقی
- فتح‌الله پورسرتیپ، سیاستمدار ایرانی
- فتح‌الله غروی اصفهانی، مرجع تقلید شیعه
- فتح‌الله فلاحیان، از پیشکسوتان دانش گیاه‌شناسی ایران
- فتح‌الله مضطرزاده، چهره ماندگار در شاخه مهندسی شیمی
- فتح‌الله خالقی یزدی، یک شومن ایرانی مقیم آمریکا
- فتح‌الله حسنوند، سیاستمدار ایرانی
- ملا فتح‌الله کاشانی، از علمای دولت شاه طهماسب صفوی
- فتح‌الله میرزا شعاع‌السلطنه، پسر سی و پنجم فتحعلیشاه قاجار
- فتح‌الله قیصاری، سیاستمدار افغانی
- فتح‌الله شیرازی، همه‌چیزدان ایرانی-هندی
- فتح‌الله فریدی وثوق، جودوکار ایرانی
- سید فتح‌الله حسینی، سیاستمدار ایرانی
- فتح‌الله‌خان جلالی، خوشنویس ایرانی
- فتح‌الله فرود، سیاستمدار ایرانی

## نام خانوادگی
- ابونصر فتح‌الله، وزیران قرن هشتم هجری قمری در فارس
- محمود فتح‌الله، بازیکن فوتبال اهل مصر
- هشام فتح‌الله، بازیکن فوتبال اهل مصر